# Jacopo da Trezzo
 Jacopo da Trezzo était un sculpteur milanais du XVIe siècle, lapidaire, médailleur et orfèvre, formé à Milan, puis basé à Madrid au service de Philippe II d'Espagne.

## Biographie
Après une formation de lapidaire et glyptiste à Milan, il travailla pour Cosme Ier de Toscane et figure déjà dans Les Vies des meilleurs peintres, sculpteurs et architectes de Giorgio Vasari. Il entre ensuite au service de Philippe II d’Espagne. Il produisit des camées et médailles commémoratives. Il meurt à Madrid en 1589.
Son neveu, Jacopo II Clemente Birago, travailla aussi avec lui.

## Postérité
Plusieurs portraits de l’artiste furent réalisés dont
- - En 1555-59 par Anthonis Mor
  - en 1580 par Alonso Sánchez Coello.

Une rue de Madrid est nommé en son honneur, Calle de Jacometrezo.